# Mirowo (powiat gryfiński)
Mirowo (niem. Woltersdorf) – wieś w Polsce położona w województwie zachodniopomorskim, w powiecie gryfińskim, w gminie Moryń.
W latach 1975–1998 miejscowość administracyjnie należała do województwa szczecińskiego.

## Zabytki
- kościół fil. pw. św. Wojciecha,  poł. XIII, XV w., 1714, nr rej.: A-970 z 31.07.1956-d. cmentarz przy kościele, XIV-XX w., nr rej.: A-972 z 5.06.2014-kamienny mur cmentarny z bramkami, XIV  w.
- zespół dworski, z drugiej poł. XIX w., nr rej.: A-931 z 27.06.1992:-dwór, 1893-park z podwórzem gospodarczym.